# Don Archibald
Donald Gladwin „Don“ Archibald (* 19. September 1906 in Truro; † 10. Mai 1968) war ein kanadischer Fußballspieler, der 1927 mit der kanadischen Fußballnationalmannschaft an einer mehrmonatigen Tournee nach Neuseeland teilnahm und dabei zu vier Länderspieleinsätzen kam.

## Karriere
Archibald spielte in Vancouver für das Team der Vancouver High School bevor er zu Vancouver North Shore kam. Archibald soll ein schneller und mit beiden Füßen schussgewaltiger Stürmer gewesen sein, der sich regelmäßig als Torschütze in Liga- und Pokalwettbewerben auszeichnete. 1931 erzielte er für North Shore zwei Treffer beim 4:2-Erfolg gegen die Regents im Finale um den Mainland Cup von British Columbia. Im selben Jahr traf er für eine Lokalauswahl (Nanaimo) bei einer 2:8-Niederlage gegen eine Tournee-Mannschaft des englischen Fußballverbandes.
1927 nahm Archibald als einer von vier Spielern aus British Columbia an einer Tournee nach Neuseeland teil. Es war die vierte große Tournee eines kanadischen Fußballteams nach zwei Reisen durch Großbritannien (1888 und 1891/1892) und 1924 nach Australien, als man erstmals auch in Neuseeland gastierte. Das Team legte im Mai in Victoria ab und kehrte nach drei Monaten am 22. August nach Kanada zurück. Insgesamt bestritt die kanadische Mannschaft 22 Partien in Neuseeland, von denen 19 gewonnen und nur zwei verloren wurden. Vier dieser Spiele fanden zwischen dem 25. Juni und 23. Juli gegen das neuseeländische Nationalteam statt, die als offizielle A-Länderspiele zählen. Archibald lief in diesen vier Partien jeweils als Mittelstürmer auf und erzielte im zweiten Aufeinandertreffen ein Tor bei einem 2:1-Sieg und trug in der letzten Paarung mit zwei Treffern zu einem 4:1-Erfolg bei.